# 1,2-decanodiol
El 1,2-decanodiol es un diol de fórmula molecular C10H22O2. Es isómero de posición del 1,10-decanodiol pero, a diferencia de este, es un diol vecinal con dos grupos funcionales hidroxilo en las posiciones 1 y 2 de la cadena lineal de diez átomos de carbono. Es una molécula quiral dado que el átomo de carbono de la posición 2 es asimétrico. 

## Propiedades físicas y químicas
El 1,2-decanodiol es un sólido cuya apariencia es la de un polvo blanco. Tiene su punto de fusión a 48 °C —más de 20 °C inferior al del 1,10-decanodiol— y su punto de ebullición a 255 °C.
Posee una densidad inferior a la del agua, 0,922 g/cm³.
El logaritmo de su coeficiente de reparto, logP ≃ 2,8, indica una solubilidad considerablemente mayor en disolventes apolares que en agua.
Es un compuesto higroscópico, incompatible con agentes oxidantes fuertes. Es combustible, siendo su punto de inflamabilidad 113 °C.

## Síntesis y usos
La cis-hidroxilación de olefinas usando un catalizador de osmio es un proceso conocido para la síntesis de 1,2-alcanodioles. A partir del 1-deceno se obtiene 1,2-decanodiol empleando un catalizador reutilizable preparado por la formación de ésteres de osmio-diolato en la reacción de OsO4 con olefinas tetrasustituídas ligadas a magnetita. El rendimiento así obtenido es de aproximadamente el 94%.
El 1,2-decanodiol también se puede obtener a partir del 2-hidroxidecanotioato de metilo por tratamiento con hidruro de litio y aluminio (LiAlH4) en éter a reflujo durante 3 horas.
Otra vía de síntesis parte del ácido α-hidroxidecanoico, cuya reducción también por LiAlH4 en tetrahidrofurano genera  1,2-decanodiol con un rendimiento del 85%.
Asimismo, con la hidrólisis del 4-octil-1,3-dioxolano, llevada a cabo con una combinación de triflato de trimetilsililo y 2,2'-bipiridil en condiciones ácidas suaves, se consigue 1,2-decanodiol con un rendimiento de hasta el 83%.
Por otra parte, el 1,2-decanodiol es precursor de diversos derivados que pueden servir para el desarrollo de agentes contra el glioblastoma, el tipo de tumor cerebral maligno más común y agresivo entre adultos.
Otra posible aplicación del 1,2-decanodiol tiene que ver con su gran capacidad para combatir la pediculosis de la cabeza (infestación por piojos). Se piensa que este diol —así como el 1,2-octanodiol y el 1,2-dodecanodiol— es capaz de romper el lípido cuticular del insecto, lo que resulta en la deshidratación del mismo y, en consecuencia, en la eliminación de la infección. Además se ha observado que los dioles vecinales (como el 1,2-decanodiol) son mucho más eficaces que los no vecinales (como el 1,3-decanodiol).
Asimismo, este diol también forma parte de composiciones para la profilaxis y el tratamiento de infecciones producidas por dermatofitos, hongos que crecen en la piel, cabello y uñas.
Este diol ha sido estudiado para la formación selectiva de óxido de hierro en películas finas. Se ha encontrado que la estructura del óxido de hierro puede ser controlada por medio de la polimerización hidrolítica de complejos aquo-hierro con dioles como ligandos polidentados. A diferencia de otros dioles de cadena más corta, el uso del 1,2-decanodiol permite crear una película transparente de γ-Fe2O3 (maghemita) con propiedades magnéticas.